# 로케이션 (촬영술)

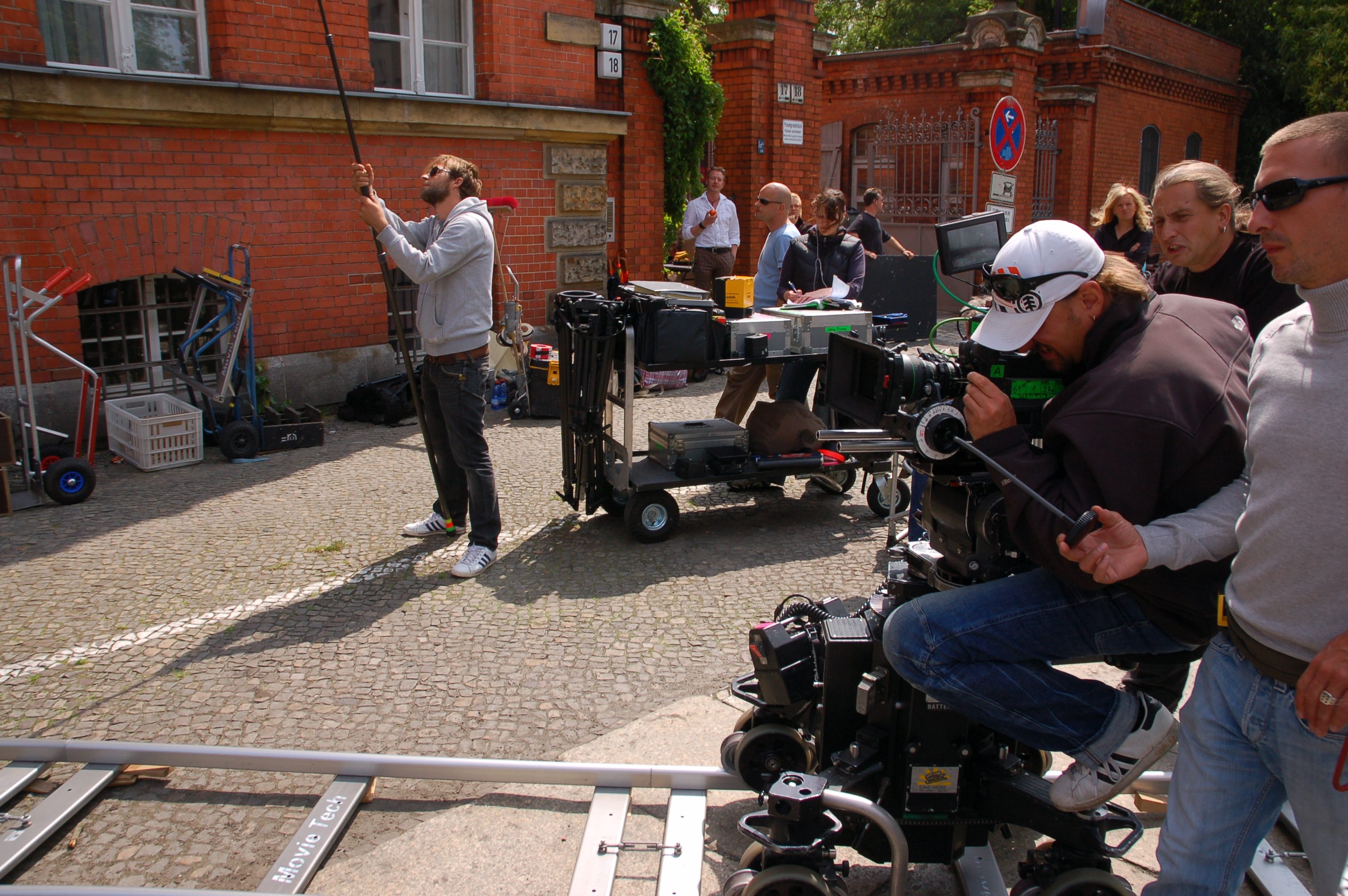

로케이션 (Location)은 영화 및 영상물을 위한 야외 촬영지 또는 장소에 따른 영화 촬영 방식이다. 촬영소 밖에서 자연의 정경(情景)을 이용하여 촬영하는 것으로, 촬영에 앞서 그 장소를 찾으러 나서는 것을 로케이션 헌팅(location hunting)이라 한다.

## 같이 보기
- 로케이션 촬영
- 영화 제작